# Latvijas Radio
Latvijas Radio (Letlands Radio; forkortet LR) er en statsejet lettisk public service medievirksomhed som formidler nyheder og informationer via radio og internet. Virksomheden blev grundlagt den 1. november 1925, og har siden været beliggende i Letlands hovedstad Riga. Siden 2002 sender Latvijas Radio udsendelser på fem forskellige kanaler på FM-båndet og internet: Latvijas Radio 1, Latvijas Radio 2, Latvijas Radio 3 – Klasika, Latvijas Radio 4 – Doma Laukums og Latvijas Radio 5 – Radio NABA/Saeimas kanāls.
Latvijas Radio er en kulturinstitution i Letland — med hørespil, et radiokor og sanggrupper for børn. Grammofonpladesamlingens arkiver omfatter cirka 200.000 indspilninger. Fra og med den 1. januar 1993 er Latvijas Radio medlem af European Broadcasting Union.